# 伝説のロックスター再生計画!
『伝説のロックスター再生計画!』（でんせつのロックスターさいせいけいかく!、Get Him to the Greek）は、ニコラス・ストーラー監督・脚本による2010年のアメリカ合衆国のコメディ映画である。ストーラーの2008年の映画『寝取られ男のラブ♂バカンス』のスピンオフ作品であり、同作よりジョナ・ヒルとラッセル・ブランドが再出演している。ブランドは引き続いてアルダス・スノー役であるが、ヒルは新キャラクターのアーロン・グリーンを演じる。

## キャスト
※括弧内は日本語吹替。

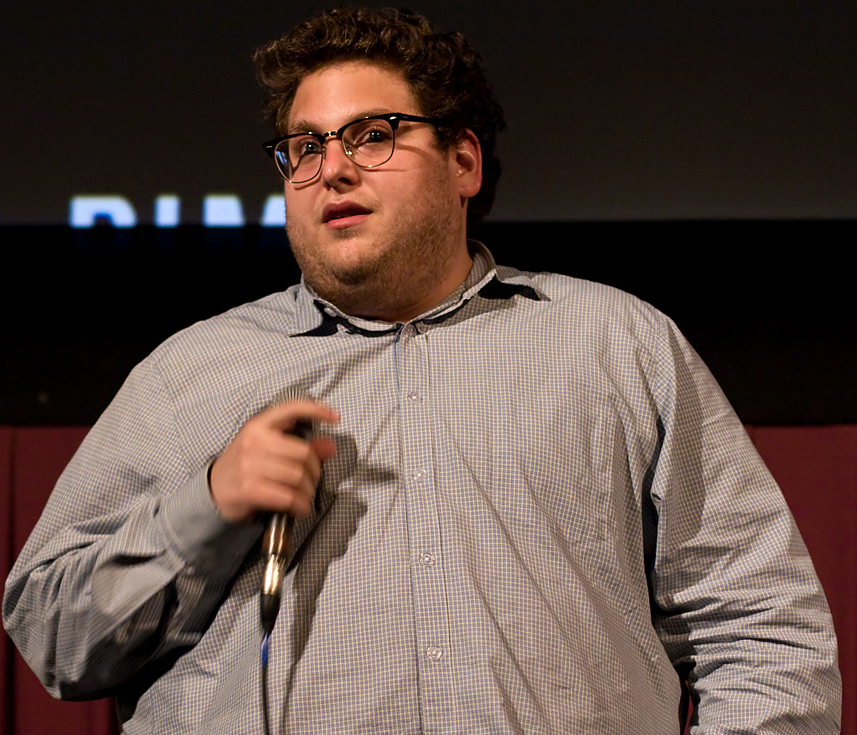
ジョナ・ヒル（2010年5月）

- アーロン・グリーン - ジョナ・ヒル（桜井敏治）
- オルダス・スノー - ラッセル・ブランド（藤原啓治）
- ダフネ・ビンクス - エリザベス・モス（佐古真弓）
- ジャッキー・Q - ローズ・バーン（弓場沙織）
- セルジオ・ローマ - ショーン・コムズ（岩崎ひろし）
- ジョナサン・スノー - コルム・ミーニイ（宝亀克寿）
- カリ・コールマン - カリ・ホーク
- マティ・ブリッグス - アジズ・アンサリ
- ケビン・マクリーン - ニック・クロール
- デスティニー - カーラ・ギャロ
- ホテル従業員ブライアン - T・J・ミラー
- トゥデイ・ショーの制作アシスタント - クリステン・シャール
- アーロンの同僚 - エリー・ケンパー
- ジャズマン - ジェイク・ジョンソン
- オルダスの助手 - カール・テオバルド
- ブライアンのルームメイト - ニール・ブレナン
- ポケット・ダイヤル・ガール - リンジー・ブロード
- ナポリ - ライノ・フェイシオリ

### カメオ出演
- サラ・マーシャル - クリスティン・ベル
- トム・フェルトン
- クリスティーナ・アギレラ
- P!NK
- カート・F・ローダー
- メレディス・ヴィエラ
- ゾーイ・サーモン
- ファレル
- ポール・クルーグマン
- ラーズ・ウルリッヒ
- リック・シュローダー
- マリオ・ロペス
- ジョニー・デップ
- オーウェン・ウィルソン
- ディー・スナイダー（クレジット無し）
- ホリー・ウェーバー（クレジット無し）
- ケイティ・ペリー（削除されたシーン）
- アラニス・モリセット（削除されたシーン）
- ビリー・ブッシュ
- レイチェル・ロバーツ
- ジェイミー・サイブス

## 製作
『寝取られ男のラブ♂バカンス』の公開から1週間後、ユニバーサル・ピクチャーズは新作映画『Get Him to the Greek』の企画を発表し、ジョナ・ヒル、ラッセル・ブランド、ニコラス・ストーラー（監督・脚本）、ジャド・アパトー（製作）と契約した。

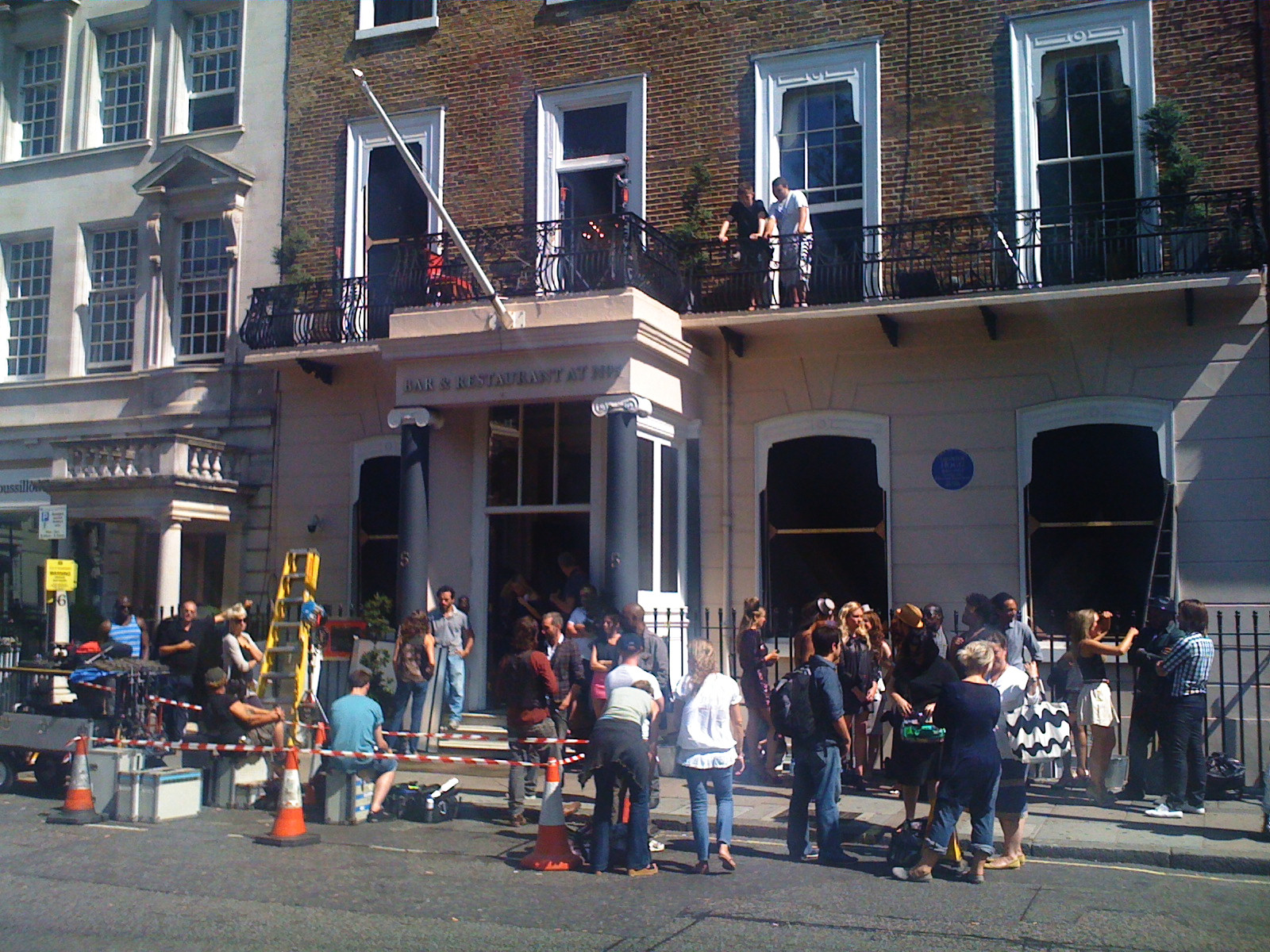
ロンドンのキャヴンディッシュ・スクエアでの撮影の様子。

ラッセル・ブランドは2008 MTV Video Music Awardsの発表準備の際、クリスティーナ・アギレラ、P!NK、ケイティ・ペリーらにカメオ出演の話を持ちかけた。
リハーサルは2009年4月27日より行われ、撮影は5月12日から始まった。ニューヨーク、ラスベガス、ロサンゼルス、ロンドンでロケが行われた。アパトーの作品がアメリカ以外で撮られるのはこれが初めてのことである。トラファルガー広場での撮影中、ブランドは、通行人によって噴水に突き飛ばされた。

## 公開

### 批評家の反応
Rotten Tomatoesでは183件のレビューで73%が支持し、平均点は6.3/10となった。
Metacriticでは39件のレビューで加重平均値は100点満点は65点となった。

### 興行収入
北米では公開初週末3日間で1757万955ドルを売り上げ、『シュレック フォーエバー』に次いで初登場2位となった。イギリスは初週末に156万9556ポンドを売り上げ1位となった。
北米での累計興行収入は6097万74475ドルであり、音楽コメディ映画としては『スクール・オブ・ロック』に次ぐ記録となった。

## サウンドトラック
| 専門評論家によるレビュー | 専門評論家によるレビュー |
| レビュー・スコア         | レビュー・スコア         |
| 出典                     | 評価                     |
| ------------------------ | ------------------------ |
| AllMusic                 | [ 12 ]                   |
| Pitchfork                | [ 13 ]                   |

| #         | タイトル                          | 作詞                                                                             | 作曲・編曲 | アーティスト                             | 時間 |
| --------- | --------------------------------- | -------------------------------------------------------------------------------- | ---------- | ---------------------------------------- | ---- |
| 1.        | 「Just Say Yes」                  | ジャーヴィス・コッカー、ジェイソン・バックル、ティム・マッコール、ロス・オートン |            | インファント・ソロウ                     | 2:18 |
| 2.        | 「Gang of Lust」                  | カール・バラー                                                                   |            | インファント・ソロウ                     | 2:03 |
| 3.        | 「Furry Walls」                   | ダン・ベルン、マイク・ヴィオラ、ジャド・アパトー                                 |            | インファント・ソロウ                     | 3:07 |
| 4.        | 「Going Up」                      | ジェイソン・シーゲル、ライル・ワークマン                                         |            | インファント・ソロウ                     | 4:06 |
| 5.        | 「Bangers, Beans and Mash」       | ジェイソン・シーゲル、ライル・ワークマン                                         |            | インファント・ソロウ                     | 3:32 |
| 6.        | 「The Clap」                      | ダン・ベルン、マイク・ヴィオラ                                                   |            | インファント・ソロウ                     | 2:44 |
| 7.        | 「I Am Jesus」                    | ジェイソン・シーゲル、ライル・ワークマン                                         |            | インファント・ソロウ                     | 2:39 |
| 8.        | 「Riding Daphne」                 | ジェイソン・シーゲル、ライル・ワークマン                                         |            | インファント・ソロウ                     | 3:28 |
| 9.        | 「F.O.H.」                        | ジャーヴィス・コッカー、チリー・ゴンザレス                                       |            | インファント・ソロウ                     | 3:52 |
| 10.       | 「Yeah Yeah Oi Oi」               | ダン・ベルン、ミッチ・マリン                                                     |            | インファント・ソロウ                     | 2:52 |
| 11.       | 「African Child (Trapped in Me)」 | Mike Viola                                                                       |            | インファント・ソロウ                     | 3:06 |
| 12.       | 「Little Bird」                   | マイク・ヴィオラ                                                                 |            | インファント・ソロウ                     | 3:24 |
| 13.       | 「Searching for a Father」        | ジェイソン・シーゲル、ライル・ワークマン                                         |            | インファント・ソロウ                     | 3:43 |
| 14.       | 「Supertight」                    | ジェイソン・シーゲル、ライル・ワークマン、ラッセル・ブランド                     |            | ジャッキー・Q featuring アルダス・スノー | 2:37 |
| 15.       | 「Ring Round」                    | グレッグ・カースティン、イナラ・ジョージ                                         |            | ジャッキー・Q                            | 2:25 |
| 合計時間: | 合計時間:                         | 合計時間:                                                                        | 合計時間:  | 46:10                                    |      |

| #   | タイトル                   | 作詞                                   | 作曲・編曲 | アーティスト                             | 時間 |
| --- | -------------------------- | -------------------------------------- | ---------- | ---------------------------------------- | ---- |
| 16. | 「ジャッキー・Q」          | カール・バラー                         |            | インファント・ソロウ                     | 3:41 |
| 17. | 「Pound Me in the Buttox」 | ポール・クラーク、マシュー・ディック   |            | ジャッキー・Q featuring アルダス・スノー | 3:31 |
| 18. | 「Chocolate Daddy」        | ライル・ワークマン、ロドニー・ロスマン |            | チョコレート・ダディ                     | 2:54 |
| 19. | 「Fuck Your Shit Up」      | ライル・ワークマン                     |            | ジャンボ・シュリンプ                     | 2:28 |

サウンドトラック未収録曲:
1. "And Ghosted Pouts (Take the Veil Cerpin Taxt)" by マーズ・ヴォルタ
2. 「ロンドン・コーリング」 by ザ・クラッシュ
3. 「アナーキー・イン・ザ・U.K.」 by セックス・ピストルズ
4. 「20センチュリー・ボーイ」 by T・レックス
5. "Rocks Off" by ローリング・ストーンズ
6. "Another Girl, Another Planet" by オンリー・ワンズ
7. "Strict Machine" by ゴールドフラップ
8. "Ghosts N Stuff" by デッドマウス featuring ロス・スワイヤー
9. "Personality Crisis" by ニューヨーク・ドールズ
10. "Girls on the Dance Floor" by ファーイースト・ムーヴメント
11. "Come on Eileen" by デキシーズ・ミッドナイト・ランナーズ
12. "Cretin Hop" by ラモーンズ
13. "Stop Drop and Roll" by フォックス・ホット・タブス
14. 「タッチ・マイ・ボディ」 by マライア・キャリー
15. "Love Today" by ミーカ
16. "Fuck Me I'm Famous" by DJ Dougal and Gammer
17. "What Planet You On" by Bodyrox featuring Luciana
18. "Inside of You" by Infant Sorrow (which was originally featured in Forgetting Sarah Marshall).
19. "Licky feat. Princess Superstar (Herve Remix)" by Larry Tee